# 宮川太一
宮川 太一（みやかわ たいち、1987年10月15日 - ）は、日本の俳優。
福岡県出身。オフィスTopica所属、同代表。

## 略歴
学生時代より舞台を中心に活動し、大学進学とともに上京。大学では哲学を専攻。大学卒業後は映像、舞台、またオペラの助演など幅広く出演、自主企画公演等も手がける。
2021年、芸能事務所・オフィスTopicaを設立。

## 人物
趣味は神社巡り、特技は水泳、バレーボール。

## 出演

### 舞台

#### 歌劇
- 貞節の勝利　藤原歌劇団 助演[3]
- カルメン - パスティア 役
- メリー・ウィドウ - ニエグシュ 役
- こうもり - フロッシュ 役
- サンドリヨン - ヘラルド 役

#### ストレート・ミュージカル
- とびだせ!新撰組!　紀伊國屋サザンシアター TAKASHIMAYA
- だって谷ちえ子だもん　練馬文化センター
- 舞台コレクション（脚本 / 演出 / 出演）OperAct

### 映画
- ファンシー[2] - 詩人 役
- DESTINY 鎌倉ものがたり - お札笠の魔物 役
- アブノーマル・ロデオ・ブルース - 街の客引き・タイチ 役
- とびだせ!新撰組![6] - チンピラ 役
- るろうに剣心 京都大火編 - 志々雄兵 役
- ジャッジ! - 広告会社社員 役
- 謝罪の王様 - マンタン兵士 役

### ドラマ
- 箱庭のレミング スピンオフ 「KILLER NEWS」 - 車椅子の男 役
- 妖怪人間ベラ[7] - 英語教師 役
- 异能机友之东京龙珠 - 坂本次郎 役[要出典]
- 特急田中3号 - 電車オタク 役
- 警視・深町征爾2 - 刑事 役
- 明日の約束 - 教師 役
- 黒服物語 - 客 役
- 死神くん - 会社員 役
- 生きたい たすけたい - 冷凍倉庫職員 役
- ストロベリーナイトSP - 刑事 役
- 「好好!キョンシーガール」[8]

### CM
- BOAT RACE振興会